# Запередолье
Запередолье — деревня в Ям-Тёсовском сельском поселении Лужского района Ленинградской области.

## История
ЗАПЕРЕДОЛЬЕ — деревня при реке Оредеж. Запередольского сельского общества, прихода села Успенского.

Крестьянских дворов — 48. Строений — 182, в том числе жилых — 36. Две ветряные мельницы. 

Число жителей по семейным спискам 1879 г.: 78 м. п., 102 ж. п.; по приходским сведениям 1879 г.: 70 м. п., 99 ж. п.

В конце XIX — начале XX века деревня административно относилась к Тёсовской волости 3-го стана 3-го земского участка Новгородского уезда Новгородской губернии.

ЗАПЕРЕДОЛЬЕ — Запередольского сельского общества, дворов — 43, жилых домов — 43, число жителей: 71 м. п., 85 ж. п. 

Занятия жителей — земледелие, выпас телят. Молитвенный дом. (1907 год)

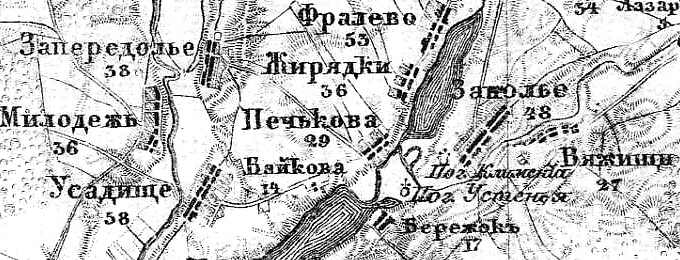
Деревня Запередолье на карте 1915 года

Согласно карте из «Исторического атласа Санкт-Петербургской Губернии» 1915 года деревня Запередолье насчитывала 38 крестьянских дворов.
С 1917 по 1927 год деревня Запередолье входила в состав Тёсовской волости Новгородского уезда Новгородской губернии.
С 1927 года, в составе Печковского сельсовета Оредежского района.
В 1928 году население деревни Запередолье составляло 179 человек.
По данным 1933 года деревня Запередолье входила в состав Печковского сельсовета Оредежского района.
C 1 августа 1941 года по 31 января 1944 года деревня находилась в оккупации.
С 1959 года, в составе Лужского района.
В 1965 году население деревни Запередолье составляло 99 человек.
По данным 1966 года деревня Запередолье также входила в состав Печковского сельсовета Лужского района.
По данным 1973 и 1990 годов деревня Запередолье входила в состав Приозёрного сельсовета.
По данным 1997 года в деревне Запередолье Приозёрной волости проживали 38 человек, в 2002 году — 32 человека (все русские).
В 2007 году в деревне Запередолье Ям-Тёсовского СП проживали 35 человек, в 2010 году — 29, в 2013 году — 22.

## География
Деревня расположена в восточной части района близ автодороги 41К-662 (Оредеж — Тёсово-4 — Чолово).
Расстояние до административного центра поселения — 13 км.
Расстояние до ближайшей железнодорожной станции Чолово — 14 км.
Деревня расположена на левом берегу реки Андоловка.

## Демография
| 1879 | 1909 | 1928 | 1965 | 1997 | 2007 | 2010 |
| ---- | ---- | ---- | ---- | ---- | ---- | ---- |
| 180  | ↘156 | ↗179 | ↘99  | ↘38  | ↘35  | ↘29  |
| 2013 | 2017 |      |      |      |      |      |
| ↘22  | ↘17  |      |      |      |      |      |

## Улицы
Дачная, Центральная.